# 松尾陽
松尾 陽（まつお よう）
1. 法学者。名古屋大学大学院法学研究科 総合法政専攻 現代法システム論 教授日本法教育研究センター 教授。
2. 設備工学者。東京大学名誉教授。元 明治大学教授。工学博士。本項にて。

松尾 陽（まつお よう、1936年1月1日 - 2012年1月30日）は、日本の建築設備工学者。
専門は、建築環境工学・建築設備。東京大学名誉教授。元 明治大学教授。工学博士。

## 業績
建築伝熱や建築の省エネルギーの分野において、多大な業績を残す。
熱負荷および空調負荷計算の分野では、標準気象データの整備や熱負荷・空調システム計算プログラムHASP/ACLDの開発に携わる。
1983年には「外界気象の影響下における建築物の熱的挙動並びに熱負荷に関する一連の研究」で日本建築学会賞（論文）を受賞。
空気調和・衛生工学会では会長（70・71期、1996・1997年度）を務めた。
日本建築学会では環境工学委員会の委員長などを務める。その他、様々な学会や協会においても理事などを歴任する。建設省、文部省、環境庁等での政府関係の委員も多数務めた。

## 経歴
大阪府大阪市生まれ。1954年3月、香川県立坂出高等学校卒業。1954年4月、東京大学教養学部理科一類入学。1958年3月、東京大学工学部建築学科卒業。
1960年3月、東京大学大学院数物系建築学専門課程修士課程修了・工学修士。1963年3月、東京大学大学院数物系建築学専門課程博士課程修了・工学博士。
1963年4月、鹿島建設株式会社 技術研究所・主任研究員（1968年3月まで）。
1968年4月、東京大学工学部助教授。1982年7月、東京大学工学部教授。1996年3月、東京大学定年退官。
1996年4月、明治大学理工学部建築学科教授。1996年5月、東京大学名誉教授。2006年3月、明治大学退職。
2012年1月30日、うっ血性心不全により死去。享年76。

## 著作

### 共著
- 『太陽エネルギーの基礎と応用』日本太陽エネルギー学会編、オーム社、1978年
- 『建築学便覧Ⅰ 計画 第2版（環境工学）』建築学便覧委員会編（日本建築学会）、1980年
- 『空調設備の動的熱負荷計算入門』、日本建設設備士協会、1980年
- 『建築の省エネルギー計画』、彰国社、1980年
- 『新建築学大系10 環境物理』、彰国社、1984年
- 『建築と気象』、朝倉書店、1986年
- 『セントラル空調システムの最適化　機器相互の統合的最適設計と運転の手引き』、空気調和・衛生工学会、2013年

## 松尾研究室の出身者
- 鎌田元康（東京大学名誉教授、神奈川大学教授）
- 赤坂裕（元 鹿児島大学教授）
- 射場本忠彦（東京電機大学学長）
- 坂本雄三（東京大学名誉教授、元 独立行政法人建築研究所理事長）
- 永田明寛（東京都立大学教授）
- 西岡真稔（大阪公立大学教授）
- 長井達夫（東京理科大学教授）
- 二宮秀與（鹿児島大学教授）
- 林憲徳（国立成功大学教授）